# Siomay
Le siomay (ou somay), est une boulette de poisson bouillie indonésienne, servie dans une sauce arachide. Elle est dérivée de la boulette chinoise appelée shumai. Le siomay est proche du dimsum, mais d'une forme différente. Il est traditionnellement à base de chair de tenggiri (thazard noir). D'autres poissons ou crustacés peuvent cependant être utilisés, tels que le thon, le maquereau ou la crevette. On trouve également des siomay de chou, de pomme de terre, de concombre amer, d’œuf dur et de tofu. Il est coupé en petits morceaux et nappé de sauce arachide, de sauce soja, de sauce pimentée et de jus de citron vert.

## Origine et variétés
Le siomay se trouve dans tout l'archipel, chez les vendeurs de rues comme dans les restaurants. De même que les bakso, les lumpia et les pempek, le siomay est issu de la cuisine sino-indonésienne. Le siomay original n'est pas servi avec de la sauce arachide, mais avec de la sauce aigre-douce et de la sauce épicée, voire sans sauce, comme pour le shumai authentique chinois. Ce plat a été intégré dans la cuisine indonésienne depuis longtemps, sa variante la plus connue étant le siomay Bandung. Il s'est également adapté à la cuisine soundanaise. De nos jours, la majorité des vendeurs de siomay sont soundanais.
Une autre recette de siomay est appelée batagor, aussi originaire de Bandung. C'est une abréviation de bakso tahu goreng. Le batagor est proche du siomay, mais il est frit au lieu d'être bouilli.

Siomay
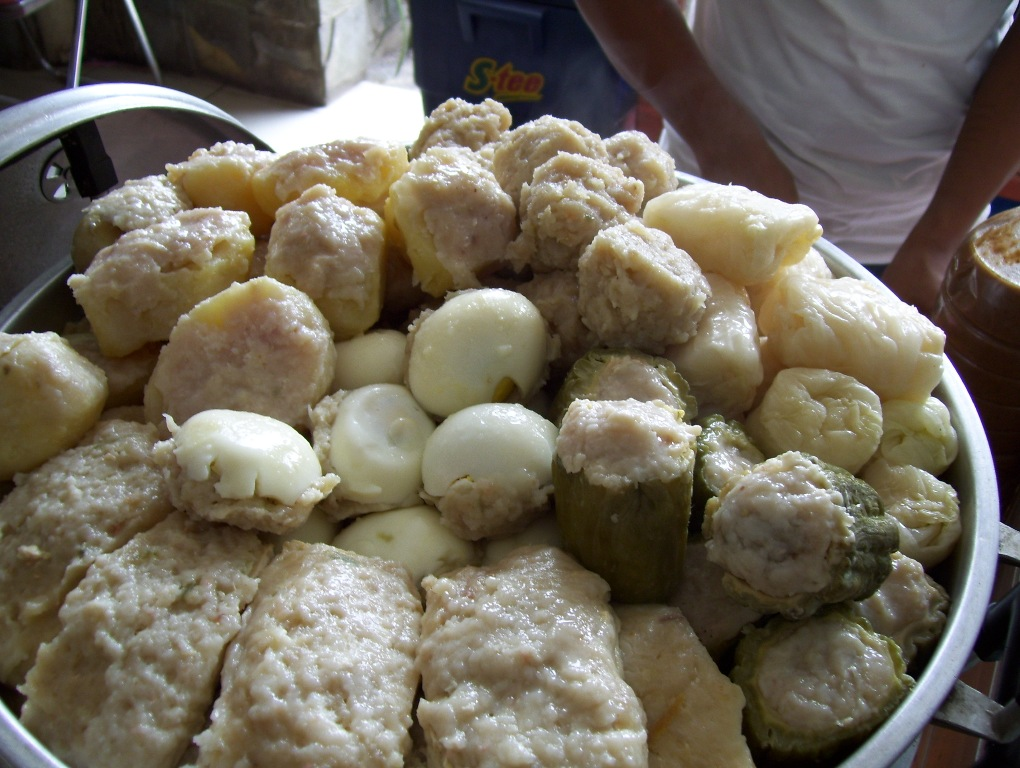
Variété de siomay : tofu, pomme de terre, chou, concombre amer et œufs.
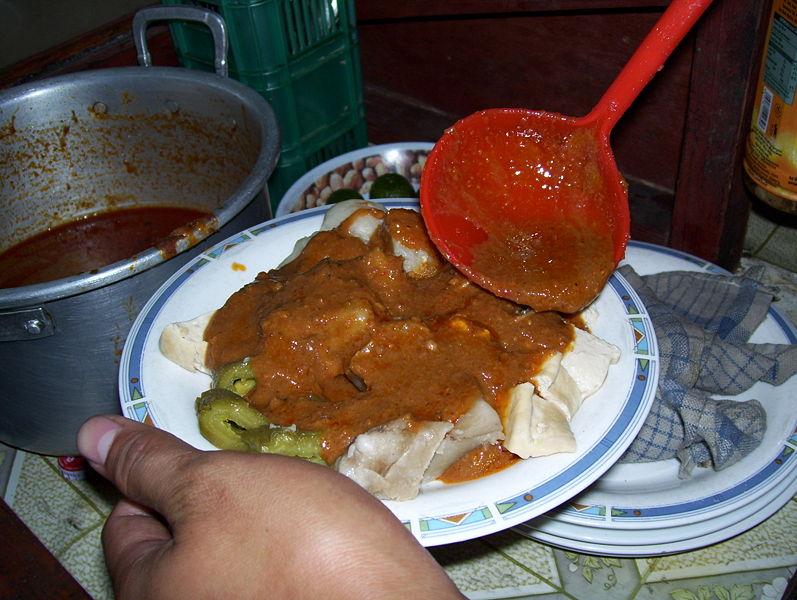
Siomay découpés et nappés de sauce arachide.
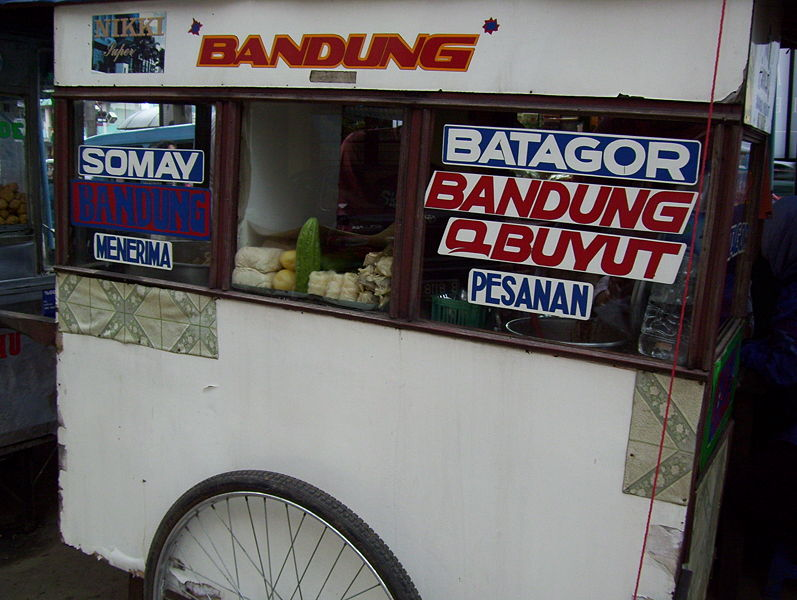
Vendeur de siomay et de batagor.
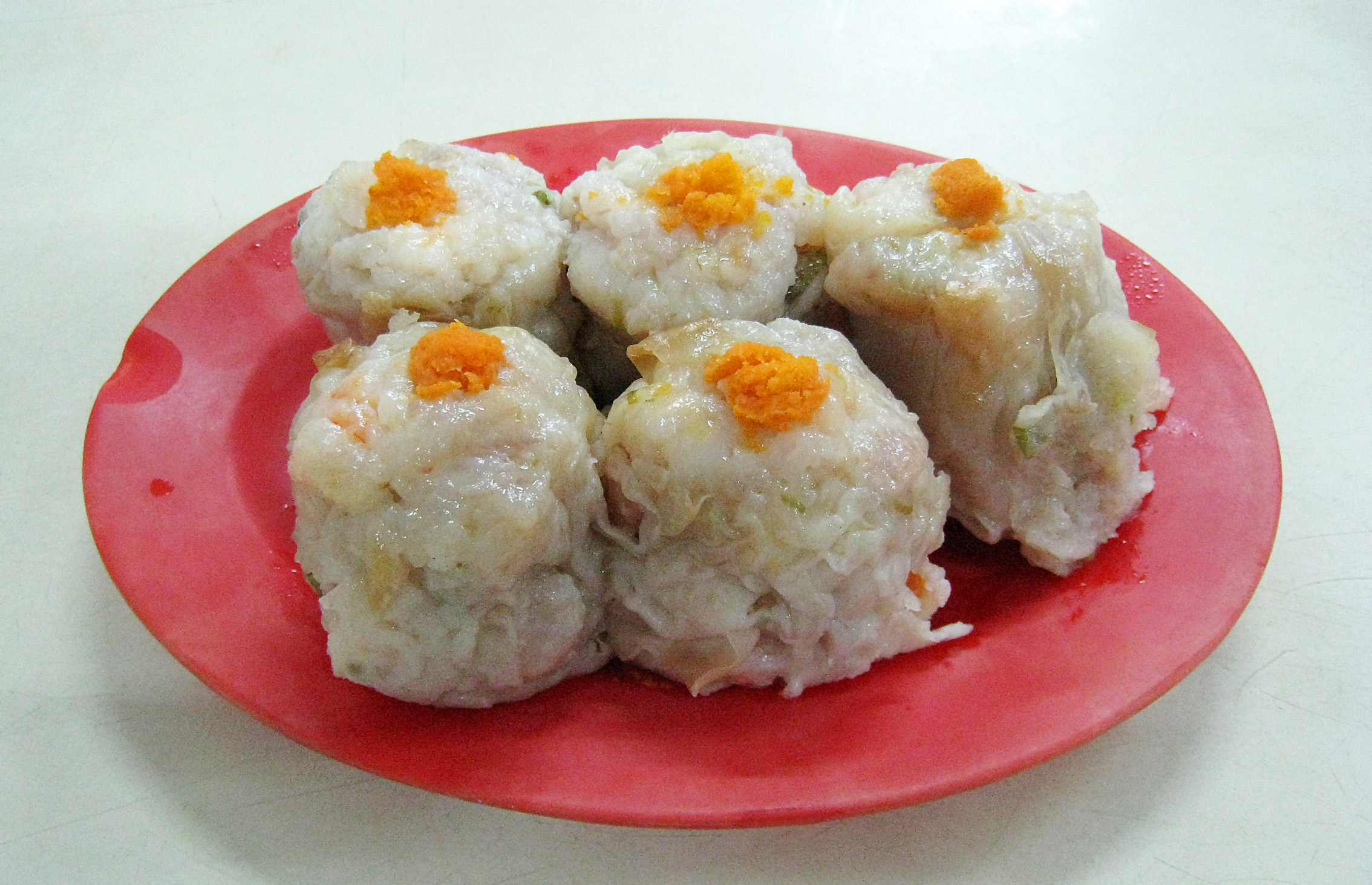
Siomay de crevettes à Glodok (Jakarta).